# Ганс-Юрген Ген
Ганс-Юрген Ген (нім. Hans-Jürgen Hehn, нар. 1 жовтня 1944, Лауда-Кенігсгофен, Німеччина) — німецький фехтувальник на шпагах, дворазовий срібний призер Олімпійських ігор 1976 року, чемпіон світу.

## Виступи на Олімпіадах
| Олімпіада     | Дисципліна          | Місце     |
| ------------- | ------------------- | --------- |
| Мюнхен 1972   | індивідуальна шпага | 5 p3 r3/5 |
| Мюнхен 1972   | командна шпага      | 3 p3 r1/5 |
| Монреаль 1976 | індивідуальна шпага | 2         |
| Монреаль 1976 | командна шпага      | 2         |